# Felice Scandone Avellino

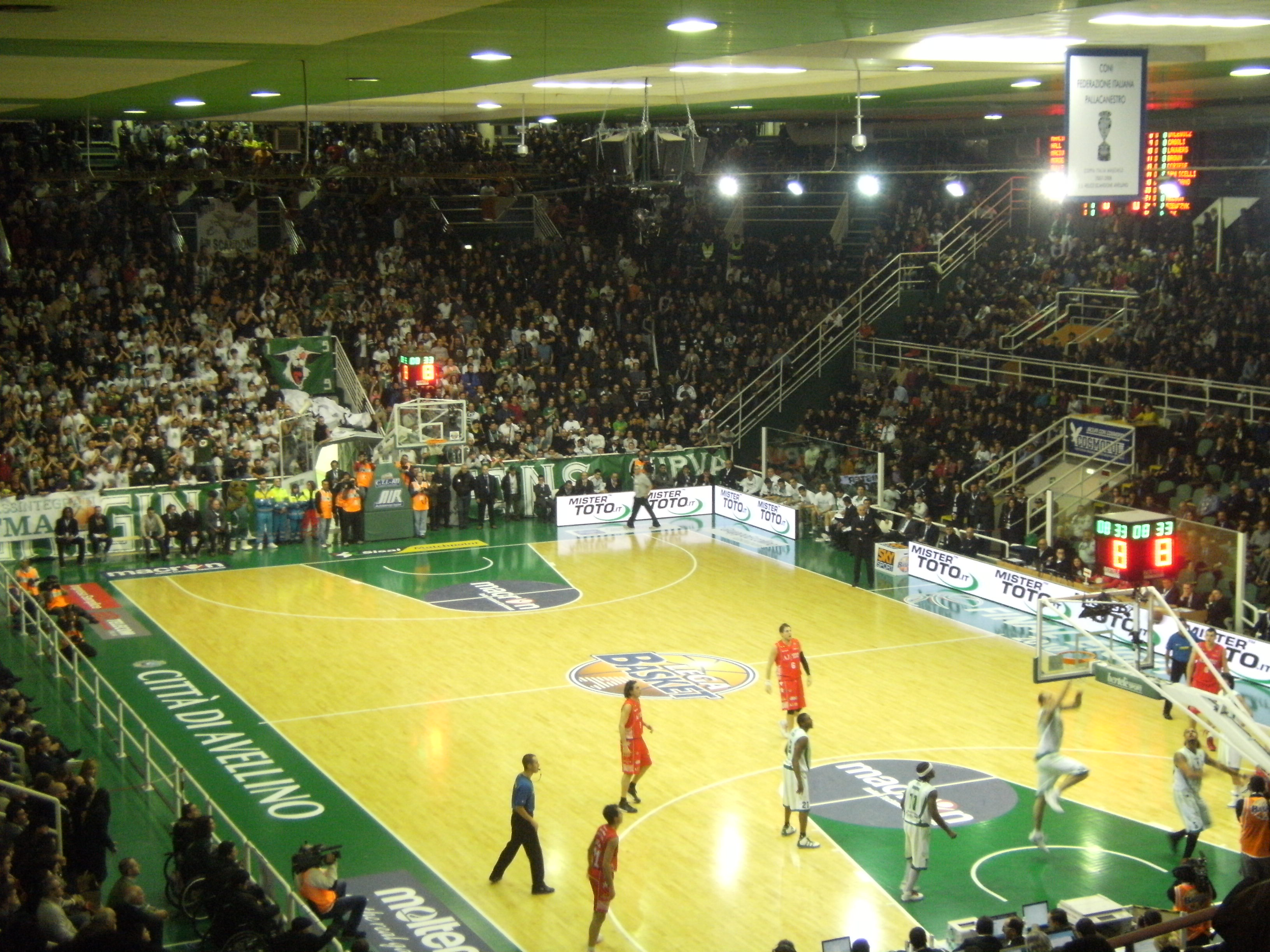
Heimspiel gegen Olimpia Milano 2010

Felice Scandone Avellino, vollständig Società Sportiva Felice Scandone 1948 Avellino, war ein Basketballverein, der im italienischen Avellino beheimatet war. Ab 2011 trat er unter dem Sponsorennamen Sidigas Avellino an. Der Verein wurde 1948 gegründet und war zwischen 2000 und 2019 in der höchsten italienischen Spielklasse vertreten. Größter Erfolg war der Pokalsieg 2008. Die Heimspiele wurden in der 5.100 Zuschauer fassenden Halle Palasport Del Mauro ausgetragen.
1997 stieg Felice Scandone Avellino in die Serie A2 und 2000 in die Serie A1 auf. Bisher erfolgreichstes Jahr der Vereinsgeschichte war die Spielzeit 2007/08, in der Avellino den nationalen Pokal gewann und das Halbfinale der italienischen Meisterschaft erreichte. In der Folgesaison war der Verein daher erstmals in der EuroLeague vertreten.
Nach Ende der Spielzeit 2018/19 zog sich der Verein wegen finanzieller Probleme des Hauptsponsors aus dem Profibereich zurück und meldete sich für die Serie B an. Im Juli 2021 wurde der Verein insolvent erklärt.

## Sponsorennamen
- De Vizia (1999–2002)
- Air (2002–11)
- Sidigas (2011–2019)

## Bekannte Spieler
| - Walter Bond 1998 - Steve Burtt sr. 1998/99 - Tellis Frank 1998/99 - Riccardo Esposito 1998/99 - Spencer Dunkley 1998/99, 2001 - Thalamus McGhee 2001/02 - Todor Gečevski 2002/03 - Alexander Kühl 2002/03 - David Vanterpool 2002/03 - Larry Middleton 2002–2005 - Arijan Komazec 2003/04 - Frédéric Forte 2003/04 - Harold Jamison 2003/04, 2006/07 - Nacho Rodilla 2004/05 - Praticio Prato 2004–2006 | - Davide Bonora 2005/06 - Ramel Curry 2006/07 - / Peter Lisicky 2006–2009 - / Nikola Radulović 2006–2009 - Cătălin Burlacu 2007/08 - Alex Righetti 2007/08 - Devin Smith 2007/08 - / Marques Green 2007/08, 2010–2012 - / Eric Williams 2007–2009 - Daniele Cinciarini 2008/09 - Andrea Crosariol 2008/09 - Travis Best 2008/09 - Drake Diener 2008/09 - Marko Tušek 2008/09 - Antonio Porta 2008–2010 | - Dee Brown 2009/10 - DeMarcus Nelson 2009/10 - Cenk Akyol 2009/10 - Chevon Troutman 2009–2011 - Szymon Szewczyk 2009–2011 - Dimitri Lauwers 2009–2012 - Roberto Casoli 2009–2011 - Taquan Dean 2010–2012 - Linton Johnson 2010–2013 - Valerio Spinelli 2010–2014 - Jurica Golemac 2011/12 - Nikola Dragović 2012–2014 - Jeremy Richardson 2012–2014 |